# Saint-Médard (Charente-Maritime)
Saint-Médard is een gemeente in het Franse departement Charente-Maritime (regio Nouvelle-Aquitaine) en telt 88 inwoners (2009). De plaats maakt deel uit van het arrondissement Jonzac.

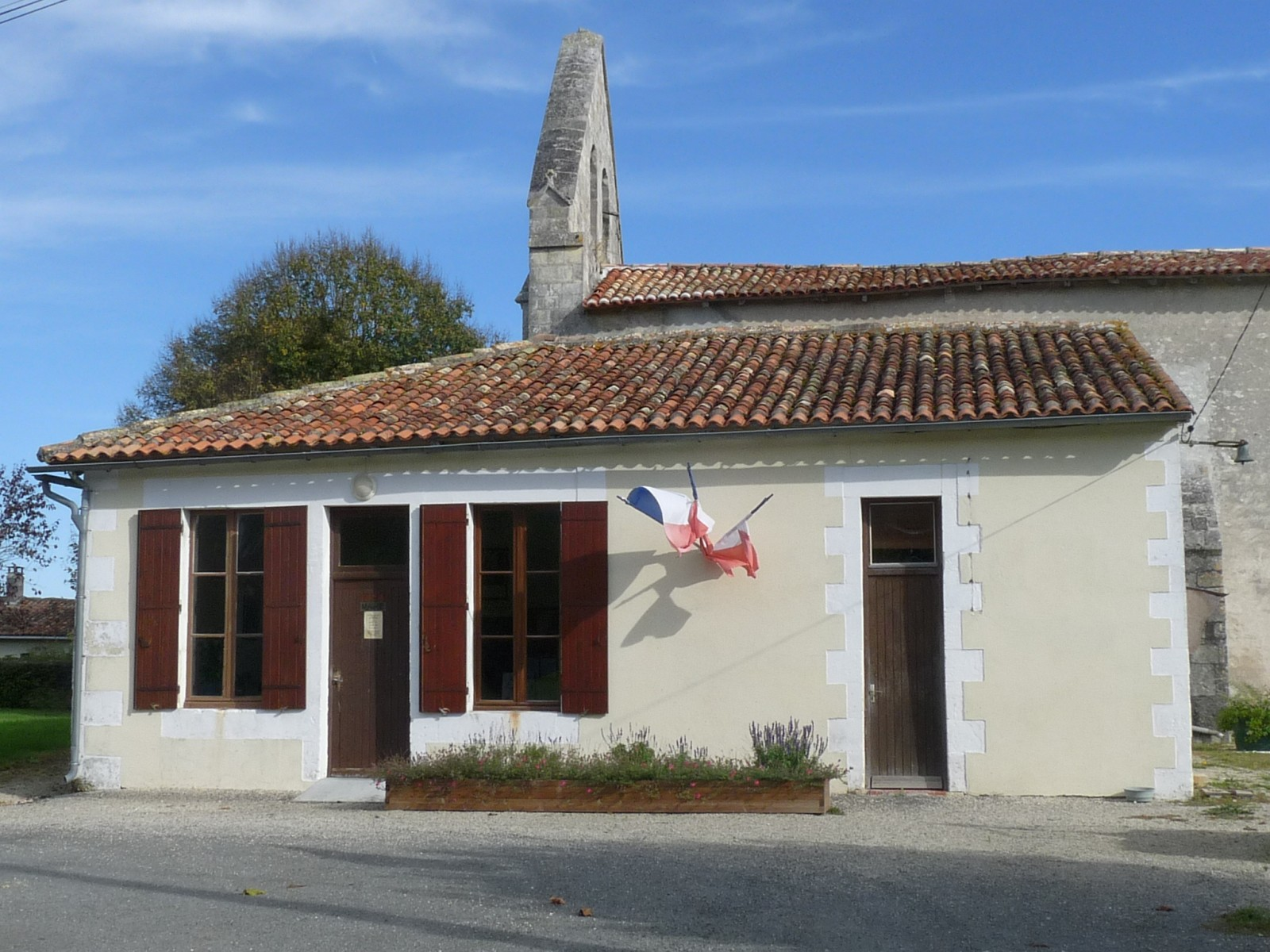
Gemeentehuis
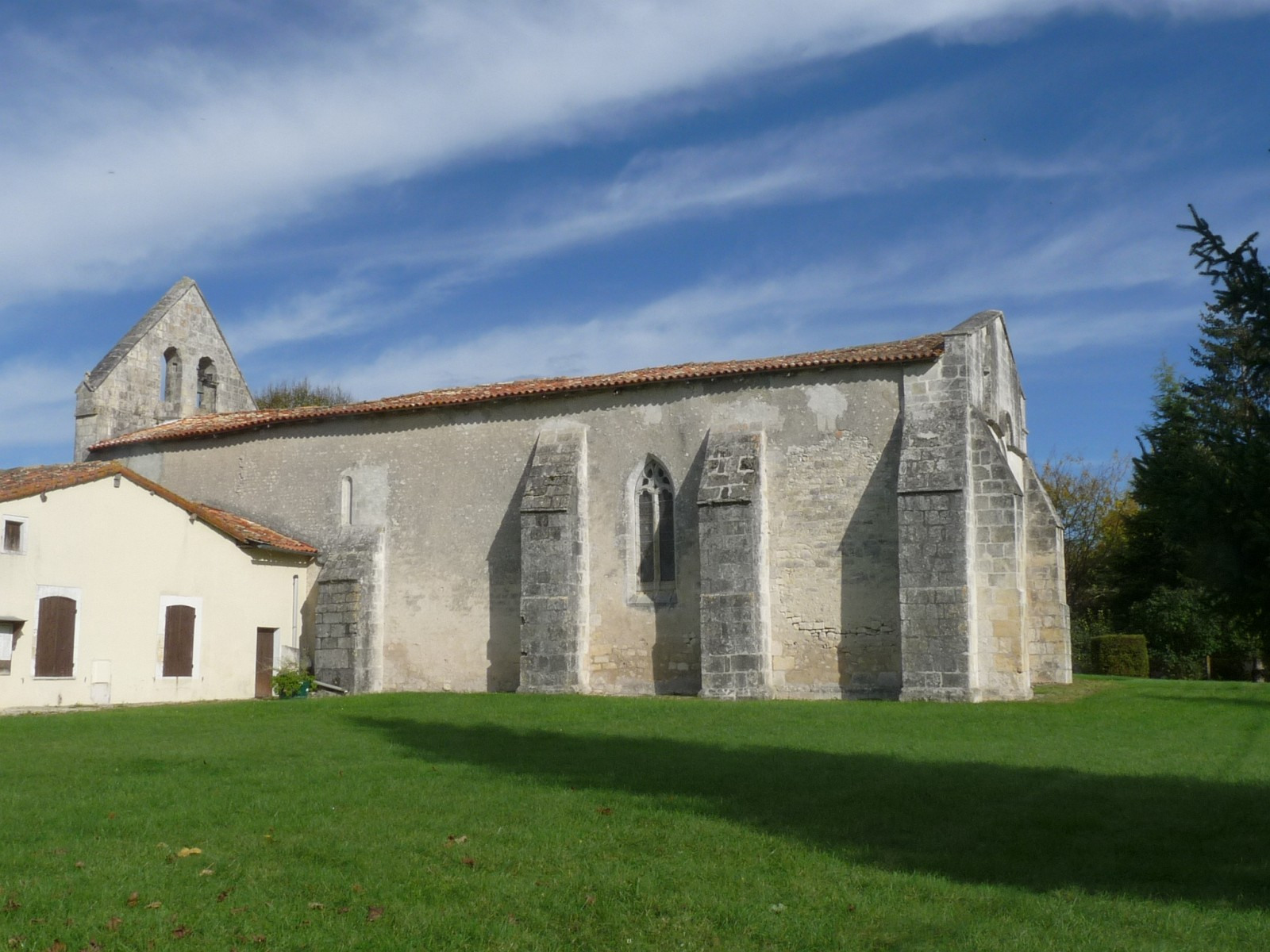
Kerk van Saint-Médard

## Geografie
De oppervlakte van Saint-Médard bedraagt 3,7 km², de bevolkingsdichtheid is dus 23,8 inwoners per km².
De onderstaande kaart toont de ligging van Saint-Médard (Charente-Maritime) met de belangrijkste infrastructuur en aangrenzende gemeenten.

## Demografie
Onderstaande figuur toont het verloop van het inwonertal (bron: INSEE-tellingen).

1. ↑  Populations de référence 2022.